# Кулегаш (река)
Кулега́ш — река в Агрызском районе Татарстана, левый приток реки Бима (бассейн Ижа).
Длина реки 11 км. Протекает на юго-востоке района по изрезанной балками местности. Берёт начало в 3 км к северо-западу от деревни Каменный Ключ. В верховьях течёт на юго-запад, затем поворачивает на юго-восток, протекает через упомянутую деревню и через село Кулегаш. Впадает в Биму в 2,5 км к востоку от села.
Имеются пруды на притоках. Крупнейший приток впадает справа недалеко от устья.
В селе Кулегаш реку пересекает автодорога Красный Бор — Исенбаево.